# Ордьовър
Ордьовърът (от френски: hors-d'œuvre, „извън произведението“) е предястие, сервирано преди основното ястие. Едно от предназначенията му е да изостри апетита. В други случаи може да се наложи гостите да бъдат подкрепени, тъй като понякога до поднасянето на основното ястие може да измине дълго време.
Ордьоврите могат да бъдат сервирани или на масата, или преди сядането на масата. Освен това те могат да бъдат студени или топли.
Често пъти ордьоврите биват обърквани със салатите, или типични ордьоври се превръщат в салати, като се използва някакъв вид дресинг. Такъв е случаят с българската редена салата.
За ордьоврите е характерно, че представляват аранжирани групи от нарязани филийки или късчета, различни продукти. Често пъти биват назовавани според основните продукти, които преобладават в тях. Примерно: Ордьовър с френски сирена, Ордьовър с кашкавал и сухи колбаси, Ордьовър от меки колбаси и т.н. Но има и ордьоври, които съчетават в едно подредено блюдо, освен нарязани продукти, така също и салатени миксове, сосове или друг вид разядки.
Под ордьовър, в Централна и Източна Европа често се разбира и блюдо с комбинация от няколко салати и украса. Но това не е характерното схващане във Франция. В англоезичните и германоезичните държави малките блюда с допълнителни разядки, които се поднасят преди основното или встрани с основното блюдо, също се наричат ордьоври. В България и в много от славяноезичните страни се наричат разядки (или по сходен начин). При нас са познати и с турската дума „мезе“, в мн.ч. „мезета“, но тя се свързва по-често с продукти и храни, които или имат деликатесен характер, или са предназначени за консумация с алкохолна напитка.